# Apflickorna
Apflickorna är en svensk dramafilm från 2011. Den är regisserad av Lisa Aschan, skriven av Josefine Adolfsson och Lisa Aschan, samt producerad av Helene Lindholm och Kristina Åberg.

## Handling
"När Emma möter Cassandra påbörjas en relation fylld av brutala fysiska och psykiska utmaningar. Emma gör allt för att bemästra spelets regler. Gränser överskrids och insatsen blir högre och högre. Trots det kan Emma inte motstå den berusande känslan av total kontroll."

## Rollista
- Mathilda Paradeiser – Emma
- Linda Molin – Cassandra
- Isabella Lindqvist – Sara
- Emma Liljeflod - Malin
- Sergej Merkusjev – Ivan
- Adam Lundgren – Jens
- Sigmund Hovind – Tobias
- Kevin Caicedo Vega – Sebastian

## Om filmen
Apflickorna var Lisa Aschans långfilmsdebut, efter ett antal kortfilmer i liknande ämnen.
Filmen hade Sverigepremiär på Göteborg International Film Festival 2011 och tilldelades där också Dragon Award Best Nordic Film. Filmen var även representerad vid Filmfestivalen i Berlin 2011.
Filmen fick pris för bästa film vid Tribeca Film Festival 2011, i kategorin internationella spelfilmer. Apflickorna utsågs till Bästa film vid Guldbaggegalan 2012.